# Rubén Pagura
Rubén David Pagura Alegría (Buenos Aires, 9 de abril de 1949) es actor, cantautor y dramaturgo.

## Carrera
En 1966 se recibió como maestro normal nacional en el Colegio Ward (en Buenos Aires).
En 1971 egresó de la Escuela de Música de la Facultad de Teología (ISEDET), en Buenos Aires.
Entre 1973 y 1977 estudió el bachillerato en Artes Dramáticas en la Universidad de Costa Rica (en San José).
En 1974 fundó junto con otros cantautores ―entre ellos el nicaragüense Luis Enrique Mejía Godoy (n. 1945)― el movimiento de la Nueva Canción Costarricense.
Desde 1972 se desempeñó como actor en gran cantidad de obras teatrales en Costa Rica y ha participado representando al país en numerosos festivales internacionales tanto de teatro como de canción.
Ha sido merecedor de varios premios de teatro y música.

## Obras y presentaciones
- 1976: Cincocientos mil grados de J. E. Acuña. Dirección: J. E. Acuña. MTM.
- 1976: Lisa, de Aristófanes-Boal. Dirección: Atahualpa del Cioppo. Teatro Universitario.
- 1976: Gato por liebre, de Feydeau. Dirección: Alejandro Sieveking. Teatro del Ángel.
- 1977: Pura Vida, de Alejandro Sieveking. Dirección. Alejandro Sieveking. Teatro del Ángel.
- 1977: La profesión de la Señora Warren, de George Bernard Shaw. Dirección: Alejandro Sieveking. Teatro del Ángel.
- 1978: Qué te pasa con el disco, de Cerdas-Pagura. Dirección: Juan F. Cerdas. Teatro Universitario.
- 1978: Los incendiarios, de Max Frisch. Dirección. Lenín Garrido. Teatro Universitario.
- 1978: El chispero, de Alejandro Sieveking. Dirección. Alejandro Sieveking. Teatro del Ángel.
- 1978: La maleta del burumbún, de Cerdas-Pagura. Dirección: Juan Fernando Cerdas. Teatro Universitario.
- 1978: Topografía de un desnudo, de Jorge Díaz. Dirección: Alonso Venegas. Teatro Universitario.
- 1979: Fuenteovejuna, de Lope de Vega. Dirección: Atahualpa del Cioppo. Compañía Nacional de Teatro.
- 1979: La locandiera, de Goldoni. Dirección: Juan Fernando Cerdas. Teatro Universitario.
- 1980: La mandrágora, de Maquiavelo. Dirección: Luis Carlos Vázquez. Teatro Universitario.
- 1980: Tengo una perra lechera de Pagura-Acalanto. Dirección: Rubén Pagura. Teatro Tiempo.
- 1980: Antón el hombre de Chejov-Simon. Dirección. Juan F. Cerdas. TEUNA.
- 1980: Recién Chorreado de Alejandro Sieveking. Dirección. Alejandro Sieveking. Teatro del Ángel.
- 1980: Tan ayote Tío Coyote, tan pendejo Tío Conejo de Cerdas-Pagura. Dirección: Juan F. Cerdas. Teatro Universitario.
- 1981: Tartufo de Molière. Dirección. Amanecer Dotta. TEUNA.
- 1981: CINE El hombre de la pata cruzada Actuación - Costa Rica - Dirección: Víctor Vega.
- 1981: No se paga, no se paga de Darío Fo. Dirección. Juan F. Cerdas. Teatro 56.
- 1981: El Trasiego Creación colectiva. Dirección. Juan F. Cerdas. Teatro Universitario.
- 1981: La zapatera prodigiosa de García Lorca. Dirección: Luis Carlos Vázquez. Teatro Universitario.
- 1985: Trapitos de dominguear de Pagura-Ureña. Dirección. R. Pagura.
- 1985: Cantata Centroamericana de Pagura-Ureña. Dirección. J. F. Cerdas. Teatro Universitario.
- 1986: El cristo de las indias de Pagura-Ureña. Dirección. Juan F. Cerdas.
- 1986: Cantata Centroamericana 86 de Pagura-Ureña. Dirección. J. F. Cerdas. Presentaciones en el 2o. Festival de la Crítica, Montevideo, Uruguay - ler. Festival Iberoamericano de Teatro de Cádiz, España. - Gira por Holanda.
- 1986: CINE Bartolomé de Las Casas Actuación - Alemania.
- 1987: CINE Amor-tigüémonos Creación colectiva. Dirección. Rubén Pagura. Municipalidad de San José.
- 1987: CINE Eulalia - ISTMOFILM - Actuación.
- 1987: El Dorado de Carlos Saura - Actuación.
- 1987: Villanueva de la Boca del Monte de Méndez-Cisneros. Dirección: Luis Carlos Vázquez. Municipalidad de San José.
- 1987: Pim Pum Paz creación colectiva. Dirección: R. Pagura. Municipalidad de San José.
- 1988: Ahora o nunca de Luis Aguilé. Dirección: Luis Aguilé.
- 1988: Anónimo Creación colectiva. Dirección. R. Pagura. Municipalidad de San José.
- 1988: Villanueva de la Boca del Monte 88 Reposición.
- 1988: Cantata Centroamericana 88 de Pagura-Ureña, versión II. Municipalidad de San José.
- 1989: El árbol de las hadas J. C. Ureña. Dirección: Arnoldo Ramos. Municipalidad de San José.
- 1989: Juana de Arco, de J. F. Cerdas. Dirección: J. F. Cerdas. Municipalidad de San José.
- 1989: La Patria Grande Pagura-Ureña. Dirección. Luis Carlos Vázquez. Municipalidad de San José.
- 1989: Anónimo 89 Reposición.
- 1990: La historia de Ixquic.
- 1992: Memorias del Ombligo del Mundo.
- 1992: Tartufo de Molière. Dirección. Amanecer Dotta. TEUNA.
- 1995: La historia de Ixquic.
- 1997: Memorias del Ombligo del Mundo.
- 1999: Culopatía de Estado.
- 2000: El cruce sobre el Niágara.
- 2003: Función gratis.
- 2003: Criatura.
- 2006: ¿Te Lo Canto?.
- 2011: Romeo y Julieta (presentación de la obra, con elementos de cocina).